# Eccellenza Calabria 2002-2003
Il campionato italiano di calcio di Eccellenza regionale 2002-2003 è stato il dodicesimo organizzato in Italia. Rappresenta il sesto livello del calcio italiano.
Questo è il campionato della Calabria, gestito dal Comitato Regionale Calabria; è costituito da un girone all'italiana, che ospita 16 squadre.

## Squadre partecipanti
- Calcio Cirò Krimisa, Cirò Marina (KR)
- A.S.D. Compr. Capo Vaticano, Ricadi (VV)
- A.S. Cutro, Cutro (KR)
- A.C. Locri 1909, Locri (RC)
- A.S. Marina di Gioiosa, Marina di Gioiosa Ionica (RC)
- U.S. Palmese 1912, Palmi (RC)
- F.C. Pellaro Calcio 1921, Pellaro di Reggio Calabria
- A.S.D. S.S. Rende, Rende (CS)
- A.S. Calcio Riunite C. S.r.l., Cittanova (RC)

- Pol. Rizziconese, Rizziconi (RC)
- S.C. Sambiase, Lamezia Terme (CZ)
- U.S. Santa Maria, Santa Maria di Catanzaro
- U.S. Scalea 1912, Scalea (CS)
- A.S.D. Siderno, Siderno (RC)
- S.S. Silana, San Giovanni in Fiore (CS)
- S.S. Vallata Bagaladi San Lorenzo, Bagaladi (RC)

## Classifica finale
|  | Pos. | Squadra                      | Pt | G  | V  | N  | P  | GF | GS | DR  |
|  | ---- | ---------------------------- | -- | -- | -- | -- | -- | -- | -- | --- |
|  | 1.   | Rende                        | 63 | 30 | 19 | 6  | 5  | 52 | 26 | +26 |
|  | 2.   | Sambiase                     | 59 | 30 | 18 | 5  | 7  | 50 | 28 | +22 |
|  | 3.   | Cirò Krimisa                 | 59 | 30 | 17 | 8  | 5  | 42 | 21 | +21 |
|  | 4.   | Pellaro                      | 44 | 30 | 12 | 8  | 10 | 42 | 40 | +2  |
|  | 5.   | Silana                       | 43 | 30 | 12 | 7  | 11 | 32 | 22 | +10 |
|  | 6.   | Calcio Riunite Cittanova     | 42 | 30 | 11 | 9  | 10 | 33 | 25 | +8  |
|  | 7.   | Siderno                      | 42 | 30 | 12 | 6  | 12 | 37 | 45 | -8  |
|  | 8.   | Scalea                       | 41 | 30 | 11 | 8  | 11 | 38 | 38 | 0   |
|  | 9.   | Compr. Capo Vaticano         | 41 | 30 | 12 | 5  | 13 | 34 | 39 | -5  |
|  | 10.  | Palmese                      | 40 | 30 | 10 | 10 | 10 | 30 | 27 | +3  |
|  | 11.  | Santa Maria Catanzaro        | 40 | 30 | 11 | 7  | 12 | 32 | 37 | -5  |
|  | 12.  | Cutro                        | 36 | 30 | 9  | 9  | 12 | 36 | 45 | -9  |
|  | 13.  | Vallata Bagaladi San Lorenzo | 36 | 30 | 9  | 9  | 12 | 32 | 38 | -6  |
|  | 14.  | Rizziconese                  | 29 | 30 | 8  | 5  | 17 | 25 | 40 | -15 |
|  | 15.  | Marina di Gioiosa            | 28 | 30 | 7  | 7  | 16 | 31 | 52 | -21 |
|  | 16.  | Locri (-1)                   | 17 | 30 | 3  | 9  | 18 | 22 | 45 | -23 |

## Spareggi

### Play-out
| Squadra 1         | Totale | Squadra 2        | Andata | Ritorno |
| ----------------- | ------ | ---------------- | ------ | ------- |
| Marina di Gioiosa | 1 - 1  | Cutro            | 1 - 0  | 0 - 1   |
| Rizziconese       | 0 - 0  | Vallata Bagaladi | 0 - 0  | 0 - 0   |

#### Andata
| ??? 2003 | Marina di Gioiosa | 1 – 0 | Cutro |  |

| ??? 2003 | Rizziconese | 0 – 0 | Vallata Bagaladi |  |

#### Ritorno
| ??? 2003 | Cutro | 1 – 0 | Marina di Gioiosa |  |

| ??? 2003 | Vallata Bagaladi | 0 – 0 | Rizziconese |  |